# Sibylle Lewitscharoff

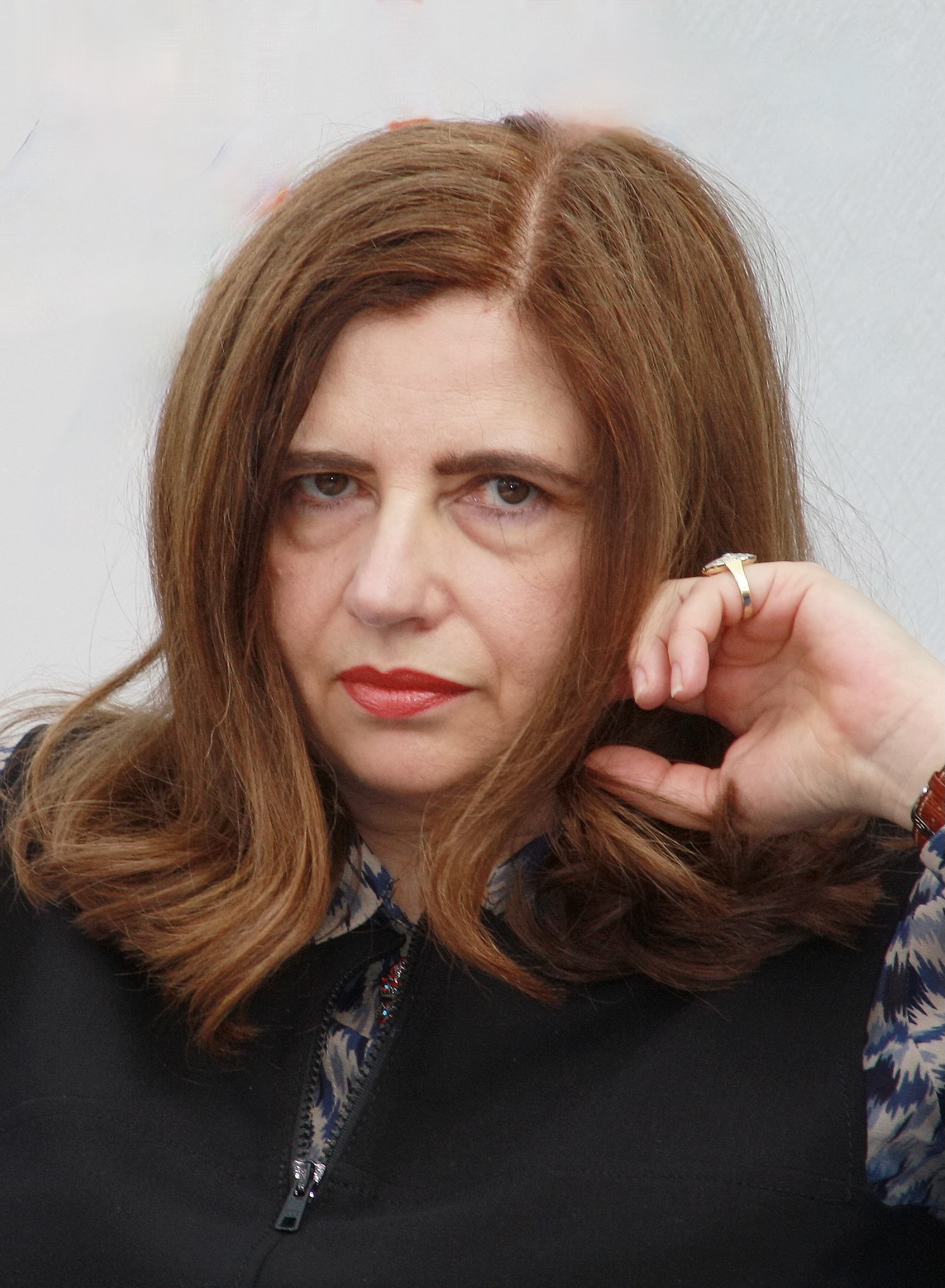
Sibylle Lewitscharoff auf der Leipziger Buchmesse 2009

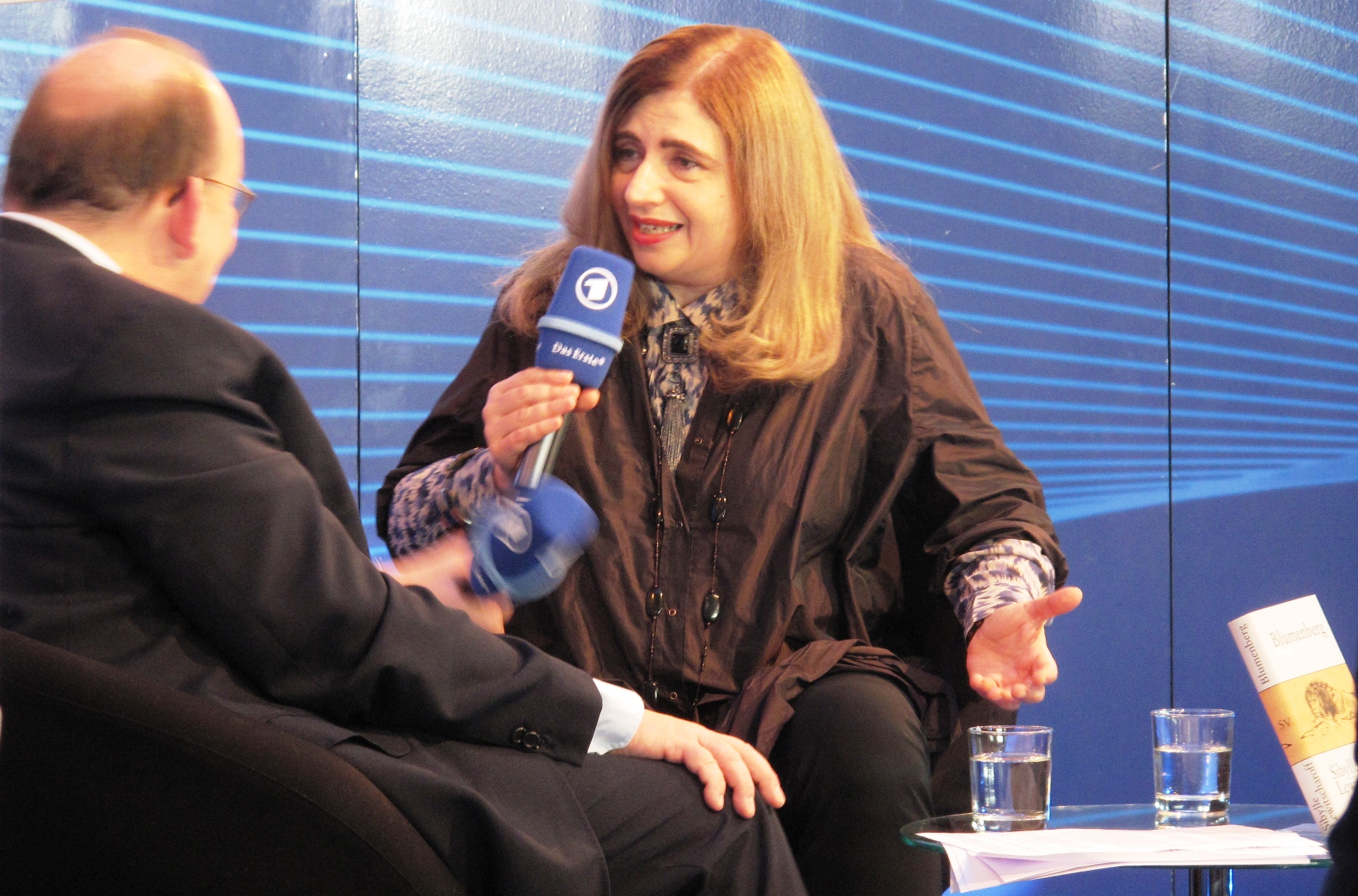
Sibylle Lewitscharoff und Denis Scheck an der Frankfurter Buchmesse 2011

Sibylle Lewitscharoff (* 16. April 1954 in Stuttgart; † 13. Mai 2023 in Berlin) war eine deutsche Schriftstellerin. Sie wurde 2013 mit dem Georg-Büchner-Preis ausgezeichnet.

## Leben
Sibylle Lewitscharoff wuchs in Stuttgart-Degerloch als Tochter des Arztes Kristo Lewitscharoff und seiner Frau Marianne gemeinsam mit einem jüngeren Bruder auf. Ihr aus Bulgarien stammender Vater, der in den 1940er Jahren nach Deutschland emigriert und in Stuttgart als Gynäkologe tätig war, litt an Depressionen und starb 1965 durch Suizid, als Lewitscharoff elf Jahre alt war. Sie interessierte sich früh für Literatur und engagierte sich als Jugendliche und Gymnasiastin politisch. 1972 machte sie ihr Abitur. Sie war in dieser Zeit Trotzkistin, las Karl Marx und beteiligte sich an der Gründung eines regionalen Ablegers des Sozialistischen Büros.
1973 ging Lewitscharoff nach West-Berlin, wo sie seitdem ihren Lebensmittelpunkt hatte. Sie studierte Religionswissenschaft an der Freien Universität Berlin bei Klaus Heinrich und Jacob Taubes. Während ihres Studiums hielt sie sich für längere Zeit in Buenos Aires und Paris auf. Nach Abschluss ihres Studiums arbeitete Lewitscharoff ab den 1980er Jahren bis Anfang der 2000er Jahre als Buchhalterin in der Berliner Werbeagentur ihres Bruders und organisierte zudem Ausstellungen. Nebenher begann sie ihre schriftstellerische Tätigkeit und verfasste anfangs Radio-Features und Hörspiele. 1994 erschien ihr erster Roman, ab Anfang der 2000er Jahre war sie als freie Autorin tätig. Seither veröffentlichte Lewitscharoff mehrere Prosawerke und Essays sowie ein Theaterstück und erhielt für ihr schriftstellerisches Werk zahlreiche Literaturpreise.
Ende 2009/Anfang 2010 beteiligte sie sich mit einer eigenen Ausstellung von verschiedenen Arbeiten und einem begleitenden Essay an der Veranstaltungsreihe FLUXUS des Deutschen Literaturarchivs Marbach im Literaturmuseum der Moderne in Marbach am Neckar. Im Grimm-Jahr 2013 übernahm Lewitscharoff die Grimm-Professur an der Universität Kassel. Ebenfalls 2013 erhielt sie ein Stipendium für die Deutsche Akademie Rom Villa Massimo.

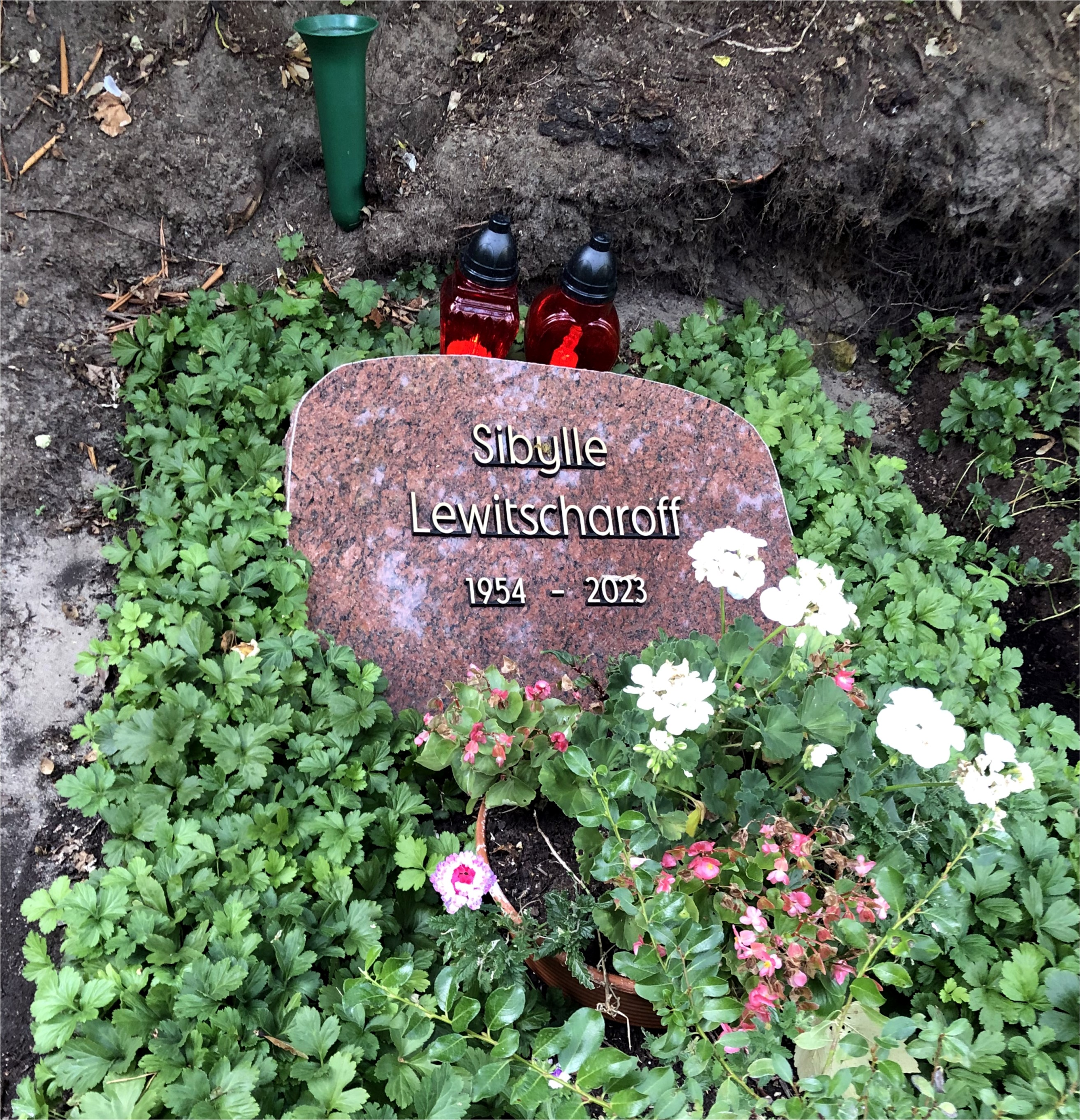
Grabstein von Sibylle Lewitscharoff

Ab 2005 war sie Mitglied des PEN-Zentrums Deutschland und Mitgründerin des PEN Berlin. Außerdem war sie ab 2007 Mitglied der Bayerischen Akademie der Schönen Künste und der Deutschen Akademie für Sprache und Dichtung sowie ab 2010 der Akademie der Künste in Berlin.
Mehr noch als in ihrem literarischen und essayistischen Schaffen kam in „ihrem bildnerischen Werk die abgründig dunkle Seite ihres Wesens zum Vorschein“.
Sibylle Lewitscharoff lebte zusammen mit ihrem Mann, dem 2019 verstorbenen Künstler Friedrich Meckseper, in Berlin. Lewitscharoff war evangelisch, kritisierte aber „verwilderte haltlose Formen der Predigt und des Gottesdienstes“ ihrer Kirche. Das christliche Gebot der Nächstenliebe spielte für sie eine besondere Rolle als „Schwächung der immerzu sprungbereiten Aggressionen“.
Im Januar 2022 sprach Lewitscharoff ausführlich mit der Zeit über ihre zwölf Jahre währende Erkrankung an Multipler Sklerose, die sie in den Rollstuhl zwang. Sie gab an, die Krankheit habe ihre Einstellung zur Sterbehilfe grundlegend verändert, sie spreche sich nun für Sterbehilfe aus. Sie starb im Mai 2023 in Berlin und wurde auf dem Waldfriedhof Heerstraße in Berlin-Westend beigesetzt.

## Werk
Sibylle Lewitscharoff debütierte 1994 mit dem Prosaband 36 Gerechte, der auch einige ihrer Scherenschnitte enthielt und in kleiner Auflage im Verlag der Galerie Steinrötter in Münster erschien. 1998 veröffentlichte sie die Erzählung Pong, für die sie in Klagenfurt mit dem Ingeborg-Bachmann-Preis ausgezeichnet wurde. Pong ist die Geschichte eines Verrückten, der die Welt verändern will und dessen absurde Logik die Perspektive der Erzählung bestimmt.
Im Jahr 2003 erschien der Roman Montgomery, der die Lebensgeschichte eines schwäbisch-italienischen Filmproduzenten mit Namen Montgomery Cassini-Stahl erzählt. Dieser will einen Film über Joseph Süß Oppenheimer drehen und stirbt während der Dreharbeiten; sein Tod ist der Ausgangspunkt des Romans, der das Leben der Hauptfigur in Rückblenden darstellt. In Lewitscharoffs 2006 erschienenem Roman Consummatus sitzt der Lehrer Ralph Zimmermann in einem Café und lässt in einem Monolog sein Leben Revue passieren, darunter den Tod seiner Eltern und die Liebe zu einer Sängerin, mit der er bis zu ihrem Tod einige Monate lang in Europa unterwegs war. 2009 erschien der autobiographisch geprägte satirische Roman Apostoloff, in dem zwei Schwestern in Bulgarien unterwegs sind, wohin die sterblichen Überreste ihres bulgarischen Vaters überführt wurden. Die jüngere Schwester, die Erzählerin, rechnet sowohl mit ihrem toten Vater als auch mit dessen Herkunftsland Bulgarien ab.
In Lewitscharoffs 2011 veröffentlichtem Roman Blumenberg erscheint der Titelfigur, dem Philosophen Hans Blumenberg, eines Nachts ein Löwe im Arbeitszimmer. Er liegt auf dem Teppich und schaut den Hausherrn an und zeigt sich auch während seiner Vorlesung an der Universität. Wahrgenommen wird der Löwe nur von ihm und einer alten Nonne. Die Autorin erzählt aus Blumenbergs akademischer Tätigkeit (nächtliche Arbeit am Schreibtisch und Vorlesungen in der Universität Münster) und das mit ihm unverbunden erscheinende Schicksal von vier seiner Studenten, die alle früh, plötzlich oder gewaltsam zu Tode kommen. Die Anregung für die Figur des Löwen fand die Autorin in den unter dem Titel Löwen 2001 erschienenen philosophischen Betrachtungen aus dem Nachlass Hans Blumenbergs. Das Buch hat viele lobende Rezensionen in den Feuilletons führender Zeitungen erhalten; kritisch fielen hingegen die Rezensionen in der Frankfurter Allgemeinen Sonntagszeitung und in der Kulturzeitschrift Merkur aus.
Im Jahr 2014 erschien Lewitscharoffs einziger Kriminalroman Killmousky, der von der Kritik verhalten aufgenommen wurde.

## Dresdner Rede
Am 2. März 2014 hielt Lewitscharoff eine Ansprache im Rahmen der traditionsreichen Dresdner Reden im Staatsschauspiel der Stadt, die für einen Eklat sorgte. In ihrer Rede ging Lewitscharoff unter anderem auf die Themen künstliche Befruchtung und Leihmutterschaft ein. Das „drastische biblische Onanieverbot“, so Lewitscharoff, erscheine ihr heute „geradezu als weise“ angesichts der ihr grotesk und widerwärtig erscheinenden Vorstellung, dass ein Mann in eine Kabine geschickt werde, um unter Umständen mithilfe von Pornographie an einer Zeugung beteiligt zu werden. Und weiter:

„Mit Verlaub, angesichts dieser Entwicklungen kommen mir die Kopulationsheime, welche die Nationalsozialisten einst eingerichtet haben, um blonde Frauen mit dem Samen von blonden blauäugigen ss-Männern [sic!] zu versorgen, fast wie harmlose Übungsspiele vor. Ich übertreibe, das ist klar, übertreibe, weil mir das gegenwärtige Fortpflanzungsgemurkse derart widerwärtig erscheint, dass ich sogar geneigt bin, Kinder, die auf solch abartigen Wegen entstanden sind, als Halbwesen anzusehen. Nicht ganz echt sind sie in meinen Augen, sondern zweifelhafte Geschöpfe, halb Mensch, halb künstliches Weißnichtwas. Das ist gewiss ungerecht, weil es den Kindern etwas anlastet, wofür sie rein gar nichts können. Aber meine Abscheu ist in solchen Fällen stärker als die Vernunft.“

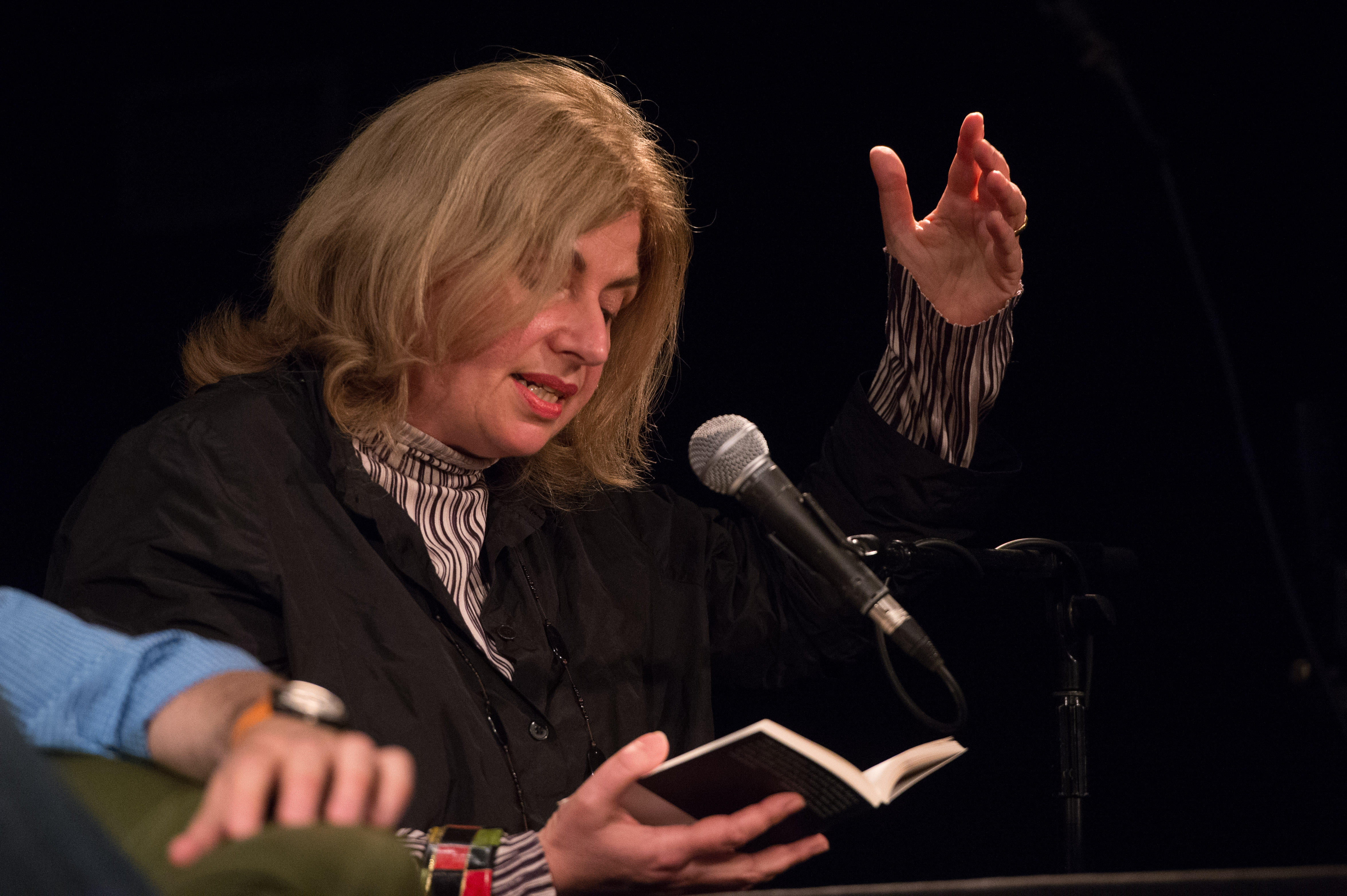
Sibylle Lewitscharoff, 2014

Diese und weitere Passagen der Rede lösten scharfe Kritik aus. Robert Koall, der Chefdramaturg am Staatsschauspiel, wandte sich in einem offenen Brief an die Autorin, in dem er ihre Haltung scharf verurteilte. In der taz nannte Dirk Knipphals die Rede „eine schreckliche, menschenverachtende Tirade“. Viele Leitmedien teilten diese Auffassung. Weitere Kritik kam unter anderem vom Lesben- und Schwulenverband in Deutschland, dem Dresdner Bischof Heiner Koch, vom Präsidenten der Berliner Akademie der Künste Klaus Staeck sowie von Gisela von Wysocki. Nur einzelne Medien verteidigten Lewitscharoffs Aussagen, darunter Alexander Kissler, der Kulturchef von Cicero. Rüdiger Safranski unterstützte im Schweizer Literaturclub die Problematisierung der künstlichen Schwangerschaftsbefruchtung.
Der Sozialethiker und -jurist Oliver Tolmein warf Lewitscharoff „eigentümlich mystisch geprägte Vorstellungen von Reinheit und Schicksal“ vor. Ihr „‚Abscheu‘ angesichts des als ‚absolut widerwärtig‘ und ‚abartig‘ empfundenen ‚Fortpflanzungsgemurkses‘ [schlage] auf die Akteure und die so gezeugten Kinder“ durch. Ihre Kritik an modernen Entwicklungen in der Medizin beruhe nicht auf Analyse, sondern auf „einer Mystifikation dessen, was sie als wünschenswerte Normalität ansieht, [nämlich] eines Zustands, der das Schicksalsgetriebene der Vormoderne verbindet mit den Bequemlichkeiten der fortgeschrittenen Zivilisation“.
Im Juli 2014 erklärte Lewitscharoff beim Antritt der Poetik-Dozentur an der Universität Koblenz-Landau zur Dresdner Rede einerseits, sie „habe das mit zwei, drei sehr dummen, sehr aggressiven Sätzen selbst verbockt“, andererseits bekräftigte sie „die etwas altertümliche Position, dass das Humanum nicht angetastet werden soll“. Sie legte weiterhin Wert auf ihr Verständnis des Lebens, des Glaubens und der Welt: „Die Erlösung soll nicht allzu leicht zu haben sein, Furcht und Schrecken müssten immer mitgedacht werden.“ Religiosität ohne die Idee, dass die Bösen bestraft werden – für sie sei dies eine „Horrorvorstellung“. In Interviews mit dem ZDF und dem Hörfunksender SWR2 nannte sie als Grund für die problematischen Passagen ihrer Dresdner Rede, sie sei gelegentlich ein „Provokationskäschperle“.

## Audio
- „Das Leiden kann vernichten, aber es macht auch klug“, Gespräch mit Florian Felix Weyh, Deutschlandfunk Zwischentöne, 21. August 2022

## Auszeichnungen
- 1998: Ingeborg-Bachmann-Preis
- 2006: Kranichsteiner Literaturpreis
- 2007: Preis der Literaturhäuser
- 2007: Mitglied der Deutschen Akademie für Sprache und Dichtung
- 2008: Marie Luise Kaschnitz-Preis
- 2009: Preis der Leipziger Buchmesse, für ihren Roman Apostoloff (Kategorie: Belletristik)
- 2009: Spycher: Literaturpreis Leuk
- 2009: Bestenliste des Preises der deutschen Schallplattenkritik (4. Quartal), für das von ihr selbst gelesene Hörbuch Apostoloff
- 2010: Berliner Literaturpreis
- 2010: Mitglied der Akademie der Künste (Berlin)
- 2011: Frankfurter Poetik-Vorlesungen
- 2011: Zweifel am Guten, Wahren, Schönen, Zürcher Poetikvorlesungen
- 2011: Kleist-Preis
- 2011: Ricarda-Huch-Preis
- 2011: Marieluise-Fleißer-Preis
- 2011: Wilhelm-Raabe-Literaturpreis, für den Roman Blumenberg
- 2011: Nominierung für den Deutschen Buchpreis (Shortlist) mit dem Roman Blumenberg
- 2011/2012: Stipendiatin des Internationalen Künstlerhauses Villa Concordia in Bamberg
- 2013: Stipendiatin der Deutschen Akademie Rom Villa Massimo[10]
- 2013: Brüder-Grimm-Professur[9]
- 2013: Georg-Büchner-Preis

## Veröffentlichungen
Prosa
- 36 Gerechte. Steinrötter, Münster 1994, ISBN 3-927024-00-7.
- Pong. Berlin Verlag, Berlin 1998, ISBN 3-8270-0285-0.
- Der höfliche Harald. Berlin Verlag, Berlin 1999, ISBN 3-8270-0349-0.
- Montgomery. Roman. DVA, Stuttgart / München 2003, ISBN 978-3-421-05680-1.
- Consummatus. Roman. DVA, Stuttgart 2006, ISBN 3-421-05596-3.
- Apostoloff. Roman. Suhrkamp, Frankfurt am Main 2009, ISBN 3-518-42061-5.
- Blumenberg. Roman. Suhrkamp, Berlin 2011, ISBN 978-3-518-42244-1.
- mit Friedrich Meckseper: Pong redivivus. Insel, Berlin 2013, ISBN 978-3-458-19383-8.
- Killmousky. Roman. Suhrkamp, Berlin 2014, ISBN 978-3-518-42390-5.
- Das Pfingstwunder. Roman. Suhrkamp, Berlin 2016, ISBN 978-3-518-42546-6.
- Von oben. Roman. Suhrkamp, Berlin 2019, ISBN 978-3-518-42893-1.

Essays und Gespräche
- 36 Gerechte. In: Renatus Deckert (Hrsg.): Das erste Buch. Schriftsteller über ihr literarisches Debüt, Suhrkamp, Frankfurt am Main 2007, ISBN 978-3-518-45864-8.
- Der Dichter als Kind. Ein Essay und fünf szenische Objekte. In: Marbacher Magazin 128, Deutsche Schillergesellschaft, Marbach am Neckar 2009, ISBN 978-3-937384-63-4.
- Der mörderische Kern des Erzählens. Mit einem Nachwort von Gisela Wand. Rede zur Eröffnung des Europäischen Schriftstellerkongresses 2009 in der Stiftskirche St. Arnual, Saarbrücken. Gollenstein, Merzig 2010, ISBN 978-3-938823-66-8.
- Ein Satz als Instrument. Michael Lentz und Sibylle Lewitscharoff im Gespräch. In: Ich liebe Dich. Marbacher Magazin 136, Deutsche Schillergesellschaft, Marbach am Neckar 2011, S. 5–52, ISBN 978-3-937384-78-8.
- Über die Niederlage. Klagenfurter Rede zur Literatur 2011. Text (PDF; 18 kB)
- Vom Guten, Wahren und Schönen: Frankfurter und Zürcher Poetikvorlesungen. Suhrkamp, Berlin 2012, ISBN 978-3-518-12649-3.
- Ich versus Wider-Ich. Selbstvorstellung in der Akademie der Künste, In: Sinn und Form, 4/2012, S. 571–574.
- Vom glanzvollen Leben oder war es früher besser? Rede an die Abiturienten des Jahrgangs 2012. Vortrag am 26. Juni 2012, Studio Eins, Saarländischer Rundfunk. Herausgegeben von Ralph Schock. Gollenstein, Merzig 2012, ISBN 978-3-86390-020-5.
- Keine Zeit für Erlösung? Reflexion zur Bachkantate „O Ewigkeit, du Donnerwort.“ (BWV 20). Anlässlich der Aufführung durch die J. S. Bach-Stiftung, in Trogen am 27. Juni 2014. St. Gallen 2014.[34][35]
  - auf DVD: O Ewigkeit, du Donnerwort. Kantate BWV 20. Gallus Media, 2015.[36]
- Flug der Danteforscher: Kai Nonnenmacher im Gespräch mit Sibylle Lewitscharoff zum kommenden Dante-Roman ‚Das Pfingstwunder‘, in: Romanische Studien, Nr. 2 (2015), S. 315–328, online
- Was für die Christen spricht. In: zur debatte. Themen der Katholischen Akademie in Bayern, ISSN 0179-6658, Nummer 3, 2017, S. 31–34. (Ansprache im Rahmen der Tagung Europa – christlich?! am 28. und 29. April 2017)
- Warum Dante?. Insel Verlag, 2021, ISBN 978-3-458-19503-0

Bühnenwerke
- Vor dem Gericht. Uraufführung 2012 am Nationaltheater Mannheim, Regie Burkhard C. Kosminski[37]

Hörspiele
- 2005: 81. Regie: Christiane Ohaus (DKultur/RB)
- 2014: Pfingstwunder. Regie: Hans Gerd Krogmann (HR/DKultur)
- 2015: Vogelzug (SWR)[38]
- 2016: Brunnenhalle, Regie: Iris Drögekamp (SWR)
- 2024: Trio Null Ouvert, Regie: Ulrich Lampen (SWR)

## Ausstellung
- 11. Dezember 2009 bis 27. Januar 2010: FLUXUS 12: „Sybille Lewitscharoff: Der Dichter als Kind. Fünf szenische Objekte“, im Rahmen der Veranstaltungsreihe FLUXUS des Deutschen Literaturarchivs Marbach im Literaturmuseum der Moderne in Marbach am Neckar (Lewitscharoff stellte vier Papiertheaterarbeiten und zwei Leporellos aus, die wie ihr begleitender Essay Der Dichter als Kind dem vorliterarischen Leben von Goethe, Schiller, Clemens Brentano, Gottfried Keller und Karl Philipp Moritz gelten.)[8]